# Strong Island (film)
Strong Island – amerykańsko-duński film dokumentalny z 2017 roku w reżyserii Yance'a Forda. 

## Fabuła
Film opowiada historię morderstwa Williama, 24-letniego afroamerykańskiego nauczyciela z Nowego Jorku, który jest bratem Forda. Zabójstwo to miało miejsce w  kwietniu 1992 r., William został zabity przez Marka P. Reilly'ego, 19-letniego mechanika.  Ława przysięgłych w hrabstwie Suffolk odmówiła postawienia zarzutów zabójcy, który twierdził, że jest niewinny. 

## Premiera, dystrybucja i nagrody
Film miał swoją premierę na festiwalu filmowym Sundance w 2017 roku. Prawa na całym świecie zostały nabyte przez Netflix. Film otrzymał nagrodę Gotham Independent Film Award dla najlepszego filmu dokumentalnego w 2017 roku i był nominowany do Oscara w kategorii najlepszy film dokumentalny. W tym samym roku był również nominowany do nagrody Emmy w kategorii Wyjątkowe Zasługi w Filmie Dokumentalnym. 